# Исчезнувшие населённые пункты Липецкой области
Исчезнувшие населённые пункты Липецкой области — перечень прекративших существование населённых пунктов на территории современной Нижегородской области.
В силу разных причин они были покинуты жителями, или включены в состав других населённых пунктов.

## Список
Указаны: статус населённого пункта, его название, привязка к АТД на момент упразднения, дата месяц, год исключения из учётных данных
Объединенные и снятые с учета населенные пункты Липецкой области
| Наименование населенных пунктов          | Сельский Совет                    | Район                                                | Дата упразднения                                                                                        |
| д. Адоньево                              | Петрищевский                      | Становлянский                                        | октябрь 1989                                                                                            |
| х. Аладьин                               | Лесно-Локотецкий сельсовет        | Становлянский                                        | апрель 1978                                                                                             |
| д. Александровка                         | Пищулинский                       | Елецкий                                              | март 1996                                                                                               |
| д. Александровка                         | Хмелинецкий                       | Задонский                                            | июль 2001                                                                                               |
| д. Александровка                         | Куйманский                        | Лебедянский                                          | февраль 1981                                                                                            |
| д. Алексеевка                            | Сотниковский                      | Краснинский                                          | апрель 1978                                                                                             |
| д. Алексеевка                            | Топовский                         | Лев-Толстовский                                      | апрель 1978                                                                                             |
| д. Алексеевка                            | Телегинский, до 1981 Кирилловский | Становлянский                                        | Включена в состав Телегинского сельсовета того же района, февраль 1981. Упразднена сентябрь 1987        |
| д. Алмазово                              | Троекуровский                     | Чаплыгинский                                         | ноябрь 1977                                                                                             |
| д. Анненка                               | Кривский                          | Усманский                                            | сентябрь 1987                                                                                           |
| д. Аннино                                | Баловневский                      | Данковский                                           | июль 1987                                                                                               |
| д. Арсентьевские Выселки                 | Кирилловский                      | Становлянский                                        | июль 2001                                                                                               |
| Афанасовка                               | ?                                 | Липецкий                                             | ? |
| д. Бабино                                | Лозовский                         | Чаплыгинский                                         | июль 1987                                                                                               |
| д. Баевка                                | Огневский                         | Становляеский                                        | июль 2001                                                                                               |
| д. Барановка                             | Воронецкий сельсовет              | Елецкий                                              | апрель 1978                                                                                             |
| д. Безводня                              | Топовский                         | Лев-Толстовский                                      | октябрь 1989                                                                                            |
| д. Бейнаровка                            | Федоровский                       | Елецкий                                              | октябрь 1989                                                                                            |
| д. Березовка                             | Александровский                   | Краснинский                                          | апрель 1978                                                                                             |
| д. Бодяевка                              | Бигильдинский                     | Данковский                                           | февраль 1981                                                                                            |
| д. Большая Ляпуновка                     | Волченский                        | Добровский                                           | июль 2001                                                                                               |
| д. Большой Крутчик                       | Каверинский                       | Добринский                                           | октябрь 1989 г                                                                                          |
| д. Бородиновка                           | Баловневский                      | Данковский                                           | Объединена с с. Баловнево того же района, апрель 1978 г.                                                |
| Боровской                                | ?                                 | Грязинский                                           | ? |
| д. Бородиновка                           | Ястребинский                      | Становлянский                                        | июль 2001                                                                                               |
| д. Борщевка Федоровская                  | Петелинский                       | Чаплыгинский                                         | июль 1987                                                                                               |
| д. Бражниковские Выселки                 | Слободской                        | Измалковский                                         | июль 1987                                                                                               |
| д. Бродово                               | Сергиевский                       | Краснинский                                          | Объединена с с. 1-е Сергиевское того же района, апрель 1978                                             |
| д. Брусенцово                            | Большебоевский                    | Долгоруковский                                       | июль 1987                                                                                               |
| п. Брянский                              | Пружинский                        | Липецкий                                             | июль 1987                                                                                               |
| д. Булавки 1-е                           | Ильинский                         | Лев-Толстовский                                      | февраль 1987                                                                                            |
| Бунино                                   | Калабинский                       | Задонский                                            | июль 1987                                                                                               |
| д. Ванино                                | Новочеркутинский                  | Добринский                                           | сентябрь 1987                                                                                           |
| д. Васильевка                            | Хмелинецкий                       | Задонский                                            | июль 1987                                                                                               |
| д. Васильевка                            | Тележенский                       | Липецкий                                             | июль 1987                                                                                               |
| д. Васильевские Выселки                  | Баловневский                      | Данковский                                           | ноябрь 1977                                                                                             |
| с. Введенка                              | Елец-Маланинский                  | Хлевенский                                           | Включено в состав Введенского сельсовета того же района, июнь 1995                                      |
| д. Венюково                              | Сергиевский                       | Краснинский                                          | февраль 1987                                                                                            |
| с. Верхняя Семёновка                     | Большехомутецкий сельсовет        | Добровский                                           | июль 2001                                                                                               |
| д. Весёлое                               | Камышевский                       | Задонский                                            | Включена в состав Рогожинского сельсовета того же района, март 1997                                     |
| д. Веселовка                             | Дубовской                         | Добринский                                           | февраль 1981                                                                                            |
| х. Весёлый                               | Долгоруковский                    | Долгоруковский                                       | декабрь 1985                                                                                            |
| д. Вертячее                              | Малининский                       | Хлевенский                                           | Включена в состав Ворон-Лозовского сельсовета того же района, ноябрь 1984                               |
| д. Ветровка                              | Верхнечесноченский                | Воловский                                            | Объединена с дер. Верхнее Чесночное того же района, апрель 1978                                         |
| д. Виноградовка                          | Петровский                        | Грязинский                                           | Включена в состав Грязинского сельсовета того же района, ноябрь 1979. Упразднена в июль 1986            |
| д. Вихровка                              | Тербунский                        | Данковский                                           | Включена в состав Бигильдинского сельсовета того же района, ноябрь 1977                                 |
| д. Волхоновка                            | Телелюйский                       | Грязинский                                           | июль 1986 г                                                                                             |
| п. Восточный уголок                      | Пономаревский                     | Измалковский                                         | декабрь 1982                                                                                            |
| д. Выголка                               | Свишенский                        | Долгоруковский                                       | Включена в состав Грызловского сельсовета того же района, октябрь 1986                                  |
| д. Гнилое                                | Вязовской                         | Лебедянский                                          | февраль 1987                                                                                            |
| д. Голыгино                              | Знаменский                        | Лев-Толстовский                                      | февраль 1987                                                                                            |
| п. Городок                               | Кузнецкий сельсовет сельсовет]]   | Лебедянский                                          | февраль 1987                                                                                            |
| д. Грибоедовка                           | Калабинский                       | Задонский                                            | июль 2001                                                                                               |
| д. Гриневка                              | Гатищенский                       | Воловский                                            | сентябрь 1987                                                                                           |
| с. Грызлово                              | Свишенский                        | Долгоруковский                                       | Включена в состав Грызловского сельсовета того же района, октябрь 1986                                  |
| с. Грязи                                 | Грязинский                        | Грязинский                                           | Включено в состав г.Грязи, ноябрь 1979                                                                  |
| Гудаловка                                | Плехановский сельсовета           | Грязинский                                           | ноябрь 2020                                                                                             |
| д. Гурьевы Хутора                        | Лебяженский                       | Измалковский                                         | июль 1987                                                                                               |
| д. Даньшино                              | Елец-Маланинский                  | Хлевенский                                           | Включена в состав Введенского сельсовета того же района, июнь 1995                                      |
| д. Дегтяревка                            | Жерновский                        | Долгоруковский                                       | июль 1987                                                                                               |
| д. Дерезовка                             | ВерхнеКолыбельский                | Хлевенский                                           | Включена в состав Нижне-Колыбельского сельсовета того же района, июнь 1995                              |
| д. Дмитриевка                            | Плаховский                        | Данковский                                           | июль 1987                                                                                               |
| д. Дмитряшевка                           | Слепухинский                      | Долгоруковский                                       | июль 1987                                                                                               |
| д. Долгая                                | Стебаевский                       | Липецкий                                             | Включена в учетные данные май 2003                                                                      |
| д. Дон                                   | Фомино-Негачевский                | Хлевенский                                           | октябрь 1983                                                                                            |
| п. Донской                               | Ольховский                        | Лебедянский                                          | февраль 1987                                                                                            |
| д. Дорофеевка                            | Нагорнинский                      | Тербунский                                           | сентябрь 1987                                                                                           |
| п. Дружба                                | Новодмитриевский                  | Липецкий                                             | апрель 1978                                                                                             |
| п.                                       | Площанский                        | Становлянский                                        | Включен в учетные данные апрель 1978                                                                    |
| д. Дубрачево                             | Красно-Полянский                  | Становлянский                                        | сентябрь 1987                                                                                           |
| д. Дубровица                             | Остро-Каменский                   | Лев-Тословский                                       | февраль 1987                                                                                            |
| д. Дубровка                              | Лебяженский                       | Измалковский                                         | июль 2001                                                                                               |
| д. Дубровка                              | Петровский                        | Измалковский                                         | июль 2001                                                                                               |
| д. Дурасовка                             | Фащевский                         | Грязинский                                           | |
| д. Егоровка                              | Михайловский                      | Становлянский                                        | сентябрь 1987                                                                                           |
| п. Егорьевский                           | Михайловский сельсовет            | Становлянский                                        | июль 2001                                                                                               |
| Екатерининское                           | нет                               | Елецкий                                              | ? |
| д. Ермаковка                             | Петровский                        | Грязинский                                           | Включена в состав Грязинского сельсовета того же района, ноябрь 1979, затем исключена из учетных данных |
| д. Ермолово                              | Свишенский                        | Долгоруковский                                       | Включена в состав Грызловского сельсовета того же района, октябрь 1986                                  |
| х. Ефремов                               | Карашевский                       | Грязинский                                           | сентябрь 1987                                                                                           |
| д. Жёлтые Дворики                        | Тимирязевский                     | Задонский                                            | июль 1987                                                                                               |
| с. Жёлтые Пески                          | Ссёлковский                       | Грязинский                                           | Включено в состав Правобережного района г. Липецка ноябрь 1984                                          |
| д. Жигули                                | Сафоновский                       | Добринский                                           | февраль 1981                                                                                            |
| д. Жирновка                              | Огневский                         | Становлянский                                        | апрель 1978                                                                                             |
| д. Жуковка                               | Мало-Боевский                     | Елецкий                                              | март 1982                                                                                               |
| д. Заовражье                             | Гудаловский                       | Краснинский                                          | февраль 1987                                                                                            |
| п. Заречный                              | Нагорнинский                      | Тербунский                                           | Объединен с деревней Малые Борки того же района, апрель 1978                                            |
| д. Заря революции                        | Хворостянский                     | Добринский                                           | сентябрь 1987                                                                                           |
| д. Заячий Брод                           | Пятницкий                         | Измалковский                                         | июль 1987                                                                                               |
| п. Звезда                                | Екатериновский                    | Добровский                                           | июль 2001                                                                                               |
| д. Звягино                               | Успенский                         | Становлянский                                        | сентябрь 1987                                                                                           |
| д. Зиновьевка                            | Михайловский                      | Становлянский                                        | сентябрь 1987                                                                                           |
| д. Ивановка                              | Мало-Боевский                     | Елецкий                                              | сентябрь 1987                                                                                           |
| д. Ивановка                              | Красно-Полянский                  | Становлянский                                        | июль 2001                                                                                               |
| д. Ивановка                              | Вислополянский                    | Тербунский                                           | июль 2001                                                                                               |
| д. Ильинка                               | Красно-Полянский                  | Становлянский                                        | июль 2001                                                                                               |
| д. Иншаковка                             | Куликовский                       | Лебедянский                                          | Включена в состав Троекуровского сельсо-вета того же района, октябрь 2000                               |
| с. Каверино                              | Каверинский                       | Добринский                                           | июль 2001                                                                                               |
| д. Казенка                               | Малобоевский                      | Елецкий                                              | сентябрь 1987                                                                                           |
| д. Казинка                               | Пречистенский                     | Измалковский                                         | декабрь 1982                                                                                            |
| пгт Казинка                              |                                   | в административном подчинении Липецкого горисполкома | 1998 |
| д. Калина Дубрава                        | Верхне-Колыбельский               | Хлевенский                                           | Включена в состав Нижне-Колыбельского сельсовета того же района, июнь 1995                              |
| х. имени Калинина                        | Преображенский                    | Измалковский                                         | апрель 1978                                                                                             |
| д. Калиновка                             | Новочеркутинский                  | Добринский                                           | октябрь 1989                                                                                            |
| д. Каменка-Богданово                     | Кирилловский                      | Становлянский                                        | сентябрь 1987                                                                                           |
| д. Каменка-Ремерово                      | Кирилловский                      | Становлянский                                        | сентябрь 1987                                                                                           |
| п. Каменный                              | Каликинский сельсовет             | Добровский                                           | июль 2001                                                                                               |
| д. Каширка                               | Ищеинский                         | Краснинский                                          | февраль 1987                                                                                            |
| д. Кащановка                             | Красно-Полянский                  | Становлянский                                        | сентябрь 1987                                                                                           |
| д. Ковылье                               | Воскресенский сельсовет           | Данковский                                           | июль 1987                                                                                               |
| п. Ковыльский                            | Воскресенский сельсовет           | Данковский                                           | декабрь 1985                                                                                            |
| д. Кожухово                              | Долговский                        | Данковский                                           | апрель 1978                                                                                             |
| д. Колонтаевка                           | Васильевский                      | Измалковский                                         | октябрь 1989                                                                                            |
| д. Комаровка                             | Большепоповский                   | Лебедянский                                          | сентябрь 1989                                                                                           |
| д. Коровкино                             | Калабинский                       | Задонский                                            | июль 1987                                                                                               |
| с. Королёвщино                           | Петровский                        | Грязинский                                           | Объединено с с. Аннино того же района, апрель 1978                                                      |
| х. Коротыш                               | Дубовецкий сельсовет              | Долгоруковский                                       | октябрь 1983                                                                                            |
| д. Коса                                  | Нижне-Матренский сельсовет        | Добринский                                           | апрель 1978                                                                                             |
| д. Котовка                               | Новоникольский                    | Данковский                                           | октябрь 1984                                                                                            |
| д. Котово                                | Свишенский                        | Долгоруковский                                       | Включен в состав Грызловского сельсовета того же района, октябрь 1986 г                                 |
| д. Красавка                              | Грунино-Воргольский               | Становлянский                                        | март 1982                                                                                               |
| д. Красная Звезда                        | Крутч-Байгорский сельсовет        | Усманский                                            | март 1982                                                                                               |
| д. Красное                               | Долговский                        | Данковский                                           | июль 2001                                                                                               |
| д. Краснозоринская                       | Нагорнинский сельсовет            | Тербунский                                           | Присоединена к р.п. Тербуны июнь 1988                                                                   |
| п. Красный Октябрь                       | Кузьмино-Отвержский сельсовет     | Липецкий                                             | апрель 1978                                                                                             |
| д. Кривка-Воронка                        | Карамышевский                     | Грязинский                                           | апрель 1978                                                                                             |
| село Кривка 2-я                          | Сошкинский сельсовет              | Грязинский                                           | Объединено с с. Сошки того же района, апрель 1978                                                       |
| д. Кропотово-Кочетово                    | Лукьяновский                      | Становлянский                                        | июль 2001                                                                                               |
| д. Круглое                               | Петрищевский                      | Становлянский                                        | апрель 1978                                                                                             |
| д. Круглянка                             | Большесамовецкий сельсовет        | Грязинский                                           | июль 1986                                                                                               |
| д. Крутинка                              | Петровский                        | Измалковский                                         | декабрь 1982                                                                                            |
| п. Крыжи                                 | Зенкинский                        | Чаплыгинский                                         | ноябрь 1977                                                                                             |
| с. Кузьминки                             | Яблоновский                       | Лебедянский                                          | февраль 1987                                                                                            |
| д. Кулешовка                             | Грунино-Воргольский               | Становлянский                                        | апрель 1978                                                                                             |
| х. Кулига                                | Петровский                        | Измалковский                                         | июль 1987                                                                                               |
| д. Кулики                                | Волченский                        | Добровский                                           | июль 2001                                                                                               |
| д. Кукуевка                              | Воронецкий сельсовет              | Елецкий                                              | сентябрь 1987                                                                                           |
| д. Куртиновка                            | Каменский                         | Задонский                                            | апрель 1978                                                                                             |
| п. Лебединский                           | Преображенский сельсовет          | Измалковский                                         | апрель 1978                                                                                             |
| с. Лебяжье                               | Лебяженский                       | Добровский                                           | Включено в состав Боль-шехомутецкого сельсовета ноябрь 1983                                             |
| д. Ленская                               | Авдуловский                       | Данковский                                           | декабрь 1985                                                                                            |
| п. Лесной                                | Чернавский                        | Измалковский                                         | июль 1987                                                                                               |
| п. Лисий                                 | Ламской                           | Становлянский                                        | апрель 1978                                                                                             |
| д. Лихоревщина                           | Ведновский                        | Чаплыгинский                                         | ноябрь 1977                                                                                             |
| д. Лобановка                             | Казинский                         | Тербунский                                           | сентябрь 1987                                                                                           |
| д. Лукино                                | Дмитряшевский                     | Хлевенский                                           | апрель 1978                                                                                             |
| п. ж.д.станции Лутошкино                 | Краснинский                       | Краснинский                                          | Объединен с с. Красное того же района, апрель 1978                                                      |
| п. Лучки                                 | Добровский                        | Добровский                                           | февраль 1981                                                                                            |
| д. Львовка                               | Знаменский                        | Лев-Толстовский                                      | февраль 1987                                                                                            |
| д. Любо-Чистополье                       | Новодмитриевский сельсовет        | Липецкий                                             | Объединена с с. Новодмитриевка того же района, апрель 1988                                              |
| д. Лялино                                | Гудаловский                       | Краснинский                                          | апрель 1978                                                                                             |
| д. Макаровка                             | Федоровский                       | Елецкий                                              | сентябрь 1987                                                                                           |
| с. Максимовские Выселки                  | Юсовский                          | Чаплыгинский                                         | июль 1987                                                                                               |
| д. Малая Байгора                         | Дубовской сельсовет               | Добринский                                           | апрель 1978                                                                                             |
| д. Малая Лозовка                         | Ворон-Лозовский                   | Хлевенский                                           | сентябрь 1987                                                                                           |
| д. Малая Ляпуновка                       | Волченский                        | Добровский                                           | июль 2001                                                                                               |
| д. Малая Хрущевка                        | Требунский                        | Данковский                                           | апрель 1978                                                                                             |
| д. Малинки                               | Октябрьский сельсовет             | Лев-Толстовский                                      | февраль 1987                                                                                            |
| д. Малое Крутое                          | Кузнецкий сельсовет               | Лебедянский                                          | июль 2001 г                                                                                             |
| д. Малое Нелядино                        | Полибинский                       | Данковский                                           | апрель 1978                                                                                             |
| д. Малые Хомяки                          | Екатериновский сельсовет          | Добровский                                           | сентябрь 1987                                                                                           |
| д. Малый Крутчик                         | Каверинский сельсовет             | Добринский                                           | апрель 1978                                                                                             |
| д. Марково                               | Красно-Полянский                  | Становлянский                                        | июль 2001                                                                                               |
| д. Марфино                               | Демшинский                        | Добринский                                           | сентябрь 1987                                                                                           |
| д. Марьино                               | Ивовский                          | Липецкий                                             | июль 2001                                                                                               |
| д. Мещерка                               | Кривский                          | Усманский                                            | апрель 1978                                                                                             |
| д. Михайловка                            | Александровский                   | Краснинский                                          | июль 2001                                                                                               |
| п. Моховой                               | А Докторовский сельсовет          | Лебедянский                                          | февраль 1981                                                                                            |
| д. Михайловка                            | Нижнематренский                   | Добринский                                           | апрель 1988                                                                                             |
| д. Наливкино                             | Петровский                        | Добринский                                           | сентябрь 1987                                                                                           |
| д. Наумовка                              | Куйманский                        | Лебедянский                                          | февраль 1987                                                                                            |
| д. Нижняя Лукавка                        | Петровский                        | Грязинский                                           | июль 1986                                                                                               |
| д. Никольские Выселки                    | Октябрьский                       | Данковский                                           | июнь 1988                                                                                               |
| п. Никольский                            | Ольховский сельсовет              | Лебедянский                                          | июль 2001                                                                                               |
| д. Никольское 1-е                        | Дуровский сельсовет               | Добринский                                           | сентябрь 1987                                                                                           |
| дер. Никольское                          | Вязовской                         | Лебедянский                                          | октябрь 1989                                                                                            |
| дер. Новая                               | Ягодновский сельсовет             | Данковский                                           | октябрь 1983                                                                                            |
| д. Новая Байгора                         | Хворостянский сельсовет           | Добринский                                           | июль 2001                                                                                               |
| д. Новая Волхоновка                      | Пластинский                       | Усманский                                            | апрель 1988                                                                                             |
| д. Ново-Алексеевское                     | Авдуловский                       | Данковский                                           | июль 2001                                                                                               |
| д. Новоколодезное                        | Тепловский                        | Данковский                                           | ноябрь 1977                                                                                             |
| д. Новопанино                            | Вязовской                         | Лебедянский                                          | февраль 1981                                                                                            |
| д. Новотанинская                         | Петелинский сельсовет             | Чаплыгинский                                         | февраль 1981                                                                                            |
| п. Новый Крым                            | Калабинский сельсовет             | Задонский                                            | июль 1987                                                                                               |
| д. Овсяной Брод                          | Кирилловский сельсовет            | Становлянский                                        | октябрь 1989 г                                                                                          |
| д. Озерки                                | Малобоевский сельсовет            | Елецкий                                              | сентябрь 1987                                                                                           |
| д. Озерки (Успенское сельское поселение) | Успенский сельсовет               | Становлянский                                        | июль 2001                                                                                               |
| д.                                       | Дмитряшевский сельсовет           | Хлевенский                                           | октябрь 1983                                                                                            |
| д. Озерные Отвержки                      | Суходольский сельсовет            | Краснинский                                          | Объединена с дер. Сапрычка того же района, апрель 1978                                                  |
| д. Октябрьская                           | Дубовской                         | Добринский                                           | сентябрь 1987                                                                                           |
| д. Олымчик                               | Березовский сельсовет             | Тербунский                                           | июль 2001                                                                                               |
| Ольшанец                                 | ?                                 | Елецкий                                              | вторая половина XX века                                                                                 |
| д. Отрадовка                             | Краснинский                       | Краснинский                                          | Объединена с с. Красное того же района, ноябрь 1994                                                     |
| с. Отскочное                             | Дрезгаловский                     | Краснинский                                          | Включено в состав Яблоновского сельсовета того же района, ноябрь 1997                                   |
| д. Павловка                              | Петровский                        | Измалковский                                         | июль 2001                                                                                               |
| д. Павловка                              | Нижнематренский                   | Добринский                                           | сентябрь 1987                                                                                           |
| д. Парусное                              | Хмелинецкий сельсовет             | Задонский                                            | Объединена с с. Хмелинец того же района, июнь 1979                                                      |
| с. Пашково                               | Крутч-Байгорский                  | Усманский                                            | Включено в состав Паш-ковского сельсовета того же района, март 1982                                     |
| п. свх. «Песковатский»                   | Грязинский                        | Грязинский                                           | В связи с ликвидацией совхоза декабрь 1996 получил наименование п. Песковатский                         |
| д. Петровка-Китаева                      | Набережанский сельсовет           | Воловский                                            | июль 2001                                                                                               |
| д. Пионеровка                            | Березнеговатский                  | Добринский                                           | сентябрь 1987                                                                                           |
| д. Писаревка                             | Куйманский                        | Лебедянский                                          | февраль 1987                                                                                            |
| д. Писарево                              | Суходольский                      | Краснинский                                          | июль 2001                                                                                               |
| д. Погорелово                            | Гудаловский                       | Краснинский                                          | февраль 1987                                                                                            |
| д. Подзаяцкое                            | Плаховский                        | Данковский                                           | ноябрь 1977                                                                                             |
| х. Поздняков                             | Вербиловский сельсовет            | Липецкий                                             | июль 1987                                                                                               |
| д.                                       | Октябрьский                       | Усманский                                            | сентябрь 1987                                                                                           |
| д. Покровка                              | Конь-Колодезский                  | Хлевенский                                           | октябрь 1983                                                                                            |
| д. Покровские Выселки                    | Березовский                       | Данковский                                           | ноябрь 1977                                                                                             |
| с. Покровское                            | Ищеинский                         | Краснинский                                          | Объединено с дер. Верхнее Брусланово того же района, апрель 1978                                        |
| п. Политотдел                            | Хмелинецкий сельсовет             | Задонский                                            | июль 1987                                                                                               |
| х. Полозов                               | Грязновский                       | Липецкий                                             | июль 1987                                                                                               |
| д. Полыновка                             | Карамышевский                     | Грязинский                                           | июль 1986                                                                                               |
| д. Поповка                               | Сафоновский                       | Добринский                                           | март 1982                                                                                               |
| д. Попов Куст                            | Донской сельсовет                 | Задонский                                            | апрель 1978                                                                                             |
| д. Приволье                              | Замартыновский                    | Добровский                                           | февраль 1981                                                                                            |
| д. Приютовка                             | Стегаловский                      | Долгоруковский                                       | июль 1987                                                                                               |
| д. Прозоровка                            | Михайловский                      | Становлянский                                        | июль 2001                                                                                               |
| д. Пятницкая                             | Каменский                         | Задонский                                            | апрель 1978                                                                                             |
| п. ж.д.станции Рождество                 | Яблоновский                       | Краснинский                                          | Объединен с пос. Лески того же района, апрель 1978                                                      |
| д. Садовая                               | Чемодановский                     | Становлянский                                        | июль 2001                                                                                               |
| д. Садовые Выселки                       | Ивановский                        | Данковский                                           | декабрь 1985                                                                                            |
| д. Самойловские Выселки                  | Малинковский                      | Данковский                                           | февраль 1981                                                                                            |
| д. Сатино                                | Большеизбищенский                 | Лебедянский                                          | февраль 1987                                                                                            |
| д. Сафоновка                             | Преображенский                    | Измалковский                                         | апрель 1978                                                                                             |
| д. Селище                                | Стебаевский                       | Липецкий                                             | октябрь 1989                                                                                            |
| х. Семенек                               | Васильевский                      | Измалковский                                         | октябрь 1989                                                                                            |
| п. ж.д.станции Сенцово                   | Сенцовский                        | Липецкий                                             | Объединен с с. Сенцово того же района, апрель 1988                                                      |
| д. Серп                                  | Нижнематренский                   | Добринский                                           | ? |
| х. Симаковка                             | Долгушинский                      | Долгоруковский                                       | июль 1987                                                                                               |
| п. Сковроновка                           | Кузьмино-Отвержский               | Липецкий                                             | июль 1987                                                                                               |
| д. Скородное                             | Васильевский                      | Измалковский                                         | июль 1987                                                                                               |
| п. Советский                             | Одоевский сельсовет               | Данковский                                           | апрель 1978                                                                                             |
| х. Советский                             | Топовский                         | Лев-Толстовский                                      | октябрь 1989                                                                                            |
| д. Соколики                              | Тепловский                        | Данковский                                           | июль 2001                                                                                               |
| Сокольск                                 |                                   |                                                      | июнь 1960                                                                                               |
| п. Соловкинский                          | Буховской                         | Чаплыгинский                                         | апрель 1978                                                                                             |
| с. Ссёлки                                | Ссёлковский                       | Грязинский                                           | Включено в состав Правобережного района г. Липецка ноябрь 1984                                          |
| д. Становая                              | Площанский                        | Становлянский                                        | Объединена с селом Плоское того же района, июнь 1984                                                    |
| п. ж.д.станции Становая                  | Площанский                        | Становлянский сельсовет                              | Объединен с селом Плоское того же района, июнь 1984                                                     |
| д. Старотанинская                        | Петелинский                       | Чаплыгинский                                         | июль 1987                                                                                               |
| с. Старочемоданово                       | Ильинский                         | Лев-Толстовский                                      | февраль 1987                                                                                            |
| п. Степь                                 | Ищеинский                         | Краснинский                                          | февраль 1987                                                                                            |
| с. Стрелец                               | Стегаловский                      | Долгоруковский                                       | Включено в состав Грызловского сельсовета того же района, октябрь 1986 г                                |
| п. Стукалов                              | Перехвальский                     | Данковский                                           | октябрь 1984                                                                                            |
| д. Суслово                               | Пальна-Михайловский               | Становлянский                                        | сентябрь 1987                                                                                           |
| с. Сухинино                              | Сотниковский                      | Краснинский                                          | Объединено с селом Сапрыкино того же района, апрель 1978                                                |
| д. Таврия                                | Яблоновский                       | Краснинский                                          | июль 2001                                                                                               |
| д. Таранино                              | Домачевский                       | Лев-Толстовский                                      | апрель 1978                                                                                             |
| д. Топтоватка                            | Пушкарский                        | Усманский                                            | сентябрь 1987                                                                                           |
| п. Торфболото                            | Падовский сельсовет               | Липецкий                                             | апрель 1978                                                                                             |
| п. Трактор                               | Калабинский                       | Задонский                                            | июль 2001                                                                                               |
| д. Тресвятка                             | Дубовской                         | Добринский                                           | апрель 1978                                                                                             |
| д. Трещевка                              | Верхне-Колыбельский               | Хлевенский                                           | Включена в состав Нижне-Колыбельского сельсовета июнь 1995                                              |
| с. Тютчево                               | Куликовский                       | Лебедянский                                          | Включено в состав Троекуровского сельсовета того же района, октябрь 2000                                |
| д. Ульяновка                             | Федоровский                       | Елецкий                                              | октябрь 1989                                                                                            |
| п.ж.д.станции Усмань                     | Пригородный                       | Усманский                                            | июль 2001                                                                                               |
| п. Утренняя Звезда                       | Верхнетелелюйский сельсовет       | Грязинский                                           | июль 1986                                                                                               |
| п. Утренняя Звезда                       | Волчанский сельсовет              | Елецкий                                              | сентябрь 1987                                                                                           |
| с. Федоровка                             | Красно-Полянский                  | Становлянский                                        | февраль 1981                                                                                            |
| д. Фоновка                               | Дубовской                         | Добринский                                           | июль 2001                                                                                               |
| д. Хитрово                               | Свишенский                        | Долгоруковский                                       | Включена в состав Грызловского сельсовета того же района, октябрь 1986                                  |
| с. Хитрово                               | Федоровский                       | Елецкий                                              | апрель 1978                                                                                             |
| д. Хрипуновка                            | Топовский                         | Лев-Толстовский                                      | октябрь 1989                                                                                            |
| д. Христофоровка                         | Михайловский                      | Становлянский                                        | июль 2001                                                                                               |
| д. Хрущёво-Левшино                       | Пальна-Михайловский               | Становлянский                                        | сентябрь 1987                                                                                           |
| д. Хрущёво-Ростовцево                    | Пальна-Михайловский               | Становлянский                                        | сентябрь 1987                                                                                           |
| д. Чаадаевка                             | Долгушинский                      | Долгоруковский                                       | июль 2001                                                                                               |
| д. Чернавка                              | Дрезгаловский                     | Краснинский                                          | февраль 1987                                                                                            |
| с. Черниговка                            | Кашарский                         | Задонский                                            | Включено в состав Рогожинского сельсовета того же района, март 1997                                     |
| Черкасская                               | Пятницкий сельсовет               | Измалковский                                         | ноябрь 2004                                                                                             |
| д. Чернышовка                            | Вязовской                         | Лебедянский                                          | февраль 1987                                                                                            |
| д. Чибисовка                             | Большесамовецкий сельсовет        | Грязинский                                           | июль 1986                                                                                               |
| п. ж.д.станции Чириково                  | Новодмитриевский                  | Липецкий                                             | Объединен с селом Новодмитриевка того же района, апрель 1988                                            |
| д. Шаталовка                             | Александровский                   | Краснинский                                          | февраль 1987                                                                                            |
| д. Шаховское                             | Плаховский                        | Данковский                                           | июль 2001                                                                                               |
| д. Шепиловка                             | Краснинский                       | Краснинский                                          | Объединена с селом Красное того же района, июнь 1988                                                    |
| д. Шипово                                | Лукьяновский                      | Становлянский                                        | июль 2001                                                                                               |
| д. Шишкино                               | Большеивановский                  | Воловский                                            | июль 2001                                                                                               |
| д. Юдинка                                | Большеивановский                  | Воловский                                            | июль 2001                                                                                               |
| д. Яковлевка                             | Карамышевский                     | Грязинский                                           | сентябрь 1987                                                                                           |
| д. Ясная Поляна                          | Тепловский                        | Данковский                                           | октябрь 1983                                                                                            |